# Uwe Belz
Uwe Belz (* 5. Oktober 1937 in Berlin; † 17. Dezember 2002 ebenda) war ein deutscher Regisseur, hauptsächlich von Dokumentarfilmen.

## Leben
Belz wuchs im Berliner Bezirk Prenzlauer Berg auf. Nach dem Abitur begann er 1956 eine Lehre als Optiker und ließ sich anschließend an der Fachschule für Fotografie und Optik in Berlin-Weißensee zum Fotografen ausbilden. Nachdem er als Kamera-Assistent und Kameramann beim Deutschen Fernsehfunk gearbeitet hatte, sowie als Regie-Assistent bei der Filmabteilung der Werbeagentur DEWAG, kam er 1963 zum DEFA-Studio für populärwissenschaftliche Filme, wo er Industriefilme drehte. 1963 bis 1968 absolvierte er ein externes Regiestudium an der Deutschen Hochschule für Filmkunst (heute Hochschule für Film und Fernsehen Konrad Wolf) in Potsdam-Babelsberg. Beim DEFA-Studio für Dokumentarfilm entwickelte er sich schließlich zu einem der meistbeschäftigten Regisseure. Sein Schaffen umfasst rund 150 Arbeiten, vom Industriefilm und manch Propaganda über fast experimentell zu nennende Kurzfilme, ausgedehnte Reisereportagen insbesondere aus der Sowjetunion und China, die als Mehrteiler im DDR-Fernsehen liefen, bis hin zu (manchmal abendfüllenden) Porträts von „Normalbürgern“ wie von Prominenten, insbesondere Künstlern. Dennoch erlangte Belz bei weitem nicht die Bekanntheit vieler anderer DEFA-Dokumentarfilmregisseure – möglicherweise, da sein Markenzeichen eher seine Vielseitigkeit war, als ein leicht wiedererkennbarer Stil oder stetig wiederkehrende Themen und Motive.
Nach der Abwicklung der DEFA, bedingt durch das Ende der DDR, war Belz ab 1991 als freischaffender Regisseur und Szenarist tätig. Nun drehte er auch Filme über Erscheinungsformen und Auswirkungen stalinistischen Terrors, insgesamt noch einmal über dreißig Arbeiten. Einer seiner letzten war mit „Manfred Krug – Wenn ich singe…“ das abendfüllende Porträt eines der einstmals größten DEFA-Stars, der bald nach diesem Film seine Schauspielkarriere beendete und sich weitgehend aus der Öffentlichkeit zurückzog.
Neben seiner Filmarbeit widmete sich Belz auch immer wieder der (Bühnen-)Unterhaltung. Beispielsweise entwickelte er die Idee für die DDR-Fernsehsendung „Showkolade“ mit Gunther Emmerlich als Gastgeber, die er auch inszenierte, ebenso wie mehrere Programme in der „Kleinen Revue“ des Berliner Friedrichstadtpalastes (heute Domizil des Quatsch Comedy Clubs).
Belz, der verheiratet war und zwei Töchter hatte, starb am 17. Dezember 2002 im Alter von 65 Jahren nach schwerer Krankheit in Berlin.

## Filmografie (Auswahl)
- 1960: Fernsehpitaval: Der Fall René Levacher alias… (Kamera)
- 1969: Messe 69
- 1969: DDR 20
- 1970: Werner Klemke
- 1970: Peter Schreier singt Lieder von Ludwig van Beethoven
- 1972: 792 Sec. mit Frank Schöbel
- 1972: Toscana Rossa
- 1973: Giovanni Boccaccio
- 1973: Manfred Krug
- 1973: Wer die Erde liebt… (Co-Regie)
- 1974: Pablo Neruda
- 1974: Weggefährten – Begegnungen im 25. Jahr der DDR (Co-Regie)
- 1976: Bei Günther Fischer
- 1976: Bei Laky
- 1976: Bei Manfred Krug
- 1976: Ho Chi Minh oder eine Stadt für Onkel Ho
- 1976: KM – 100 Jahre nach Highgate
- 1977: Rock mit Scorpio
- 1979: Begegnungen im Schnee
- 1980: Ein viertel Schäferstündchen
- 1980: Posten neun Neumann, Schranken geschlossen
- 1981: An der Lena – eine Stadt, ein Dorf in Jakutien
- 1981: Zwischen Taiga und Tundra – Jakutische Dimensionen
- 1981: Am Mekong – Fünf Jahre danach
- 1984: De Goliath un sin Crew
- 1985: Abenteuer im Sajan (6 Folgen)
- 1986: Gabi – Vermittlung Platz 12
- 1986: Ein Jahrhundertkerl – Heine in Paris
- 1987: Abenteuer auf dem Jenissej
- 1988: Stromabwärts nach Shanghai (8 Folgen)
- 1988: Travestie
- 1988: Peking auf den 2. Blick
- 1989: Starke Männer
- 1990: Unterwegs auf ewigem Eis (5 Folgen)
- 1991: Konsul Weyers Sprechstunde (TV-Serie)
- 1992: Dort wo der Tag beginnt: Unterwegs in Sibirien
- 1992: Im Reich der Mitte
- 1993: Sibirien auf den zweiten Blick
- 1994: Begegnungen in Tibet
- 1995: Die Straße – Gulag (Reihe „Stalins Spuren“)
- 1995: Birobidshan (Reihe „Stalins Spuren“)
- 1996: Kosaken am Stillen Don
- 1997: Jüdisches Leben am Amur
- 1998: Leben in der Tundra
- 1999: Manfred Krug – Wenn ich singe…

## Auszeichnungen
- 1970: Ehrende Anerkennung des Internationalen Dokfilmfestivals Leipzig für „Klemke“
- 1974: Kunstpreis der DDR für „Pablo Neruda“
- 1974: Silbermedaille des Internationalen Filmfestivals Moskau für „Pablo Neruda“
- 1974: Kunstpreis der DDR (im Kollektiv) für „Wer die Erde liebt…“
- 1980: Heinrich-Greif-Preis III. Klasse für seine hervorragenden Beiträge zur Entwicklung heiterer und poesievoller Dokumentarfilme
- 1982: Silbermedaille des Internationalen Filmfestivals Moskau für „Zwischen Taiga und Tundra – Jakutische Dimensionen“